# Barranc de Vinyals
El barranc de Vinyals, sovint anomenat Barranc des Vinyals, és un barranc del terme municipal d'Alt Àneu, a la comarca del Pallars Sobirà, dins de l'antic terme d'Isil. Neix al vessant oest del Pic de Montalt, des d'on, després d'un breu tram cap a ponent, pren la direcció sud-oest, resseguint tota la Coma de Vinyals. Passada aquesta coma, torna a girar fent un arc convex cap al nord, per acabar desembocant en la Noguera Pallaresa al paratge de les Bordes Esbalçades, al nord-oest de la Borda del Pubill i al sud-est de la Borda de Petit.